# Aprosthema hyalinopterum
Aprosthema hyalinopterum is een vliesvleugelig insect uit de familie van de Argidae. De wetenschappelijke naam van de soort is voor het eerst geldig gepubliceerd in 1934 door Conde.